# Саарбург
Саарбург (нім. Saarburg) — місто в Німеччині, розташоване в землі Рейнланд-Пфальц. Входить до складу району Трір-Саарбург. Центр об'єднання громад Саарбург.
Площа — 20,36 км2. Населення становить 7489 ос. (станом на 31 грудня 2020).